# 돈내코로
돈내코로는 지방도 제1115호선 돈내코입구삼거리에서 남국선원 또는 서귀포학생문화원수련장까지 이르는 대한민국 제주특별자치도 서귀포시의 도로명이다. 돈내코유원지를 가로지른다하여 이런 이름이 붙여졌다.

## 주요 지선
- 돈내코로18번길
- 돈내코로34번길
- 돈내코로50번길
- 돈내코로67번길
- 돈내코로70번길
- 산록남로
- 돈내코로200번길

## 주요 건물
| 건물명                      | 도로명 주소                                  |
| --------------------------- | -------------------------------------------- |
| 국립산림과학원 난대림연구소 | 제주특별자치도 서귀포시 돈내코로 22(상효동)  |
| 돈내코관리사무소            | 제주특별자치도 서귀포시 돈내코로 114(상효동) |
| 돈내코관광휴게소            | 제주특별자치도 서귀포시 돈내코로 120(상효동) |
| 돈내코마을회관              | 제주특별자치도 서귀포시 돈내코로 217(상효동) |

## 같이 보기
- 돈내코